# Санта-Мария-Формоза
Церковь Санта-Мария-Формоза (итал. La chiesa Santa Maria Formosa — церковь Святой Марии «пышных форм»), официальное название: Церковь Освящения Марии (итал. La chiesa della Purificazione di Maria), или «Церковь Представления Марии в храме» (в православной иконографии: Введение во храм Пресвятой Богородицы) — римско-католическая церковь в Венеции. Расположена районе Кастелло на одноимённой площади. Площадь Санта-Мария-Формоза — одна из крупнейших в Венеции, находится на острове, граничащем с каналами Санта-Мария-Формоза, Пестрин, Сан-Джованни-Латерано и Мондо-Ново. Церковь является частью ассоциации Chorus Venezia (Associazione per le Chiese del Patriarcato di Venezia).

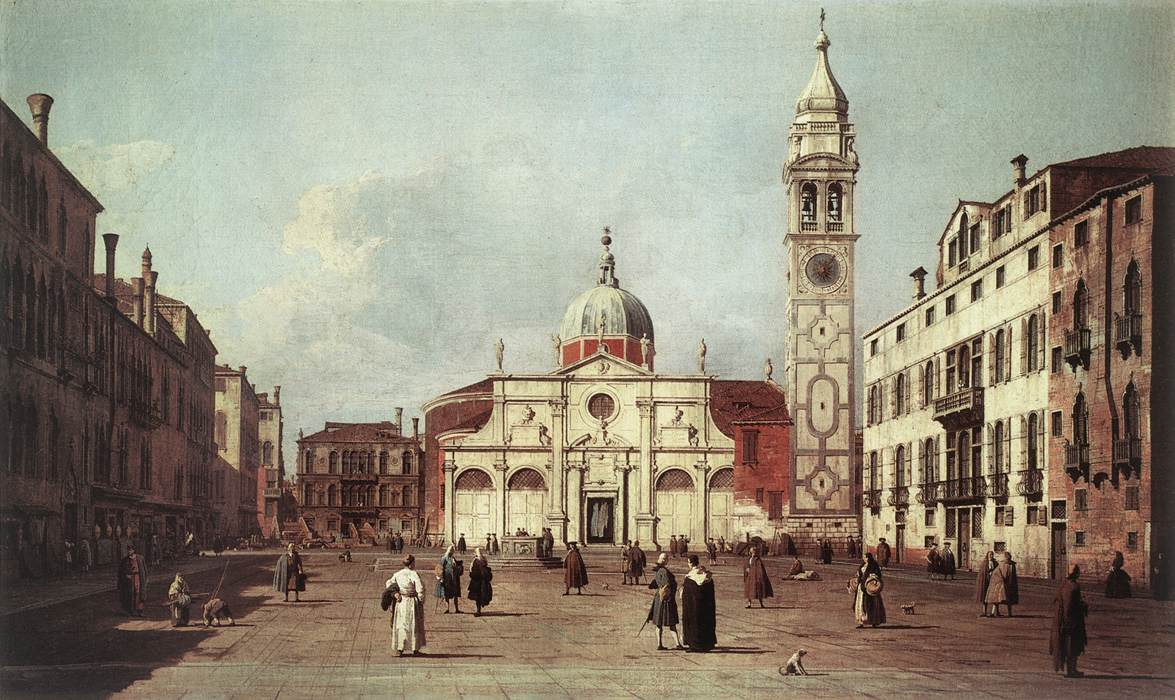
Каналетто. Площадь Санта-Мария-Формоза в Венеции. 1730-е. Холст, масло. Уоберн-Эбби, Великобритания

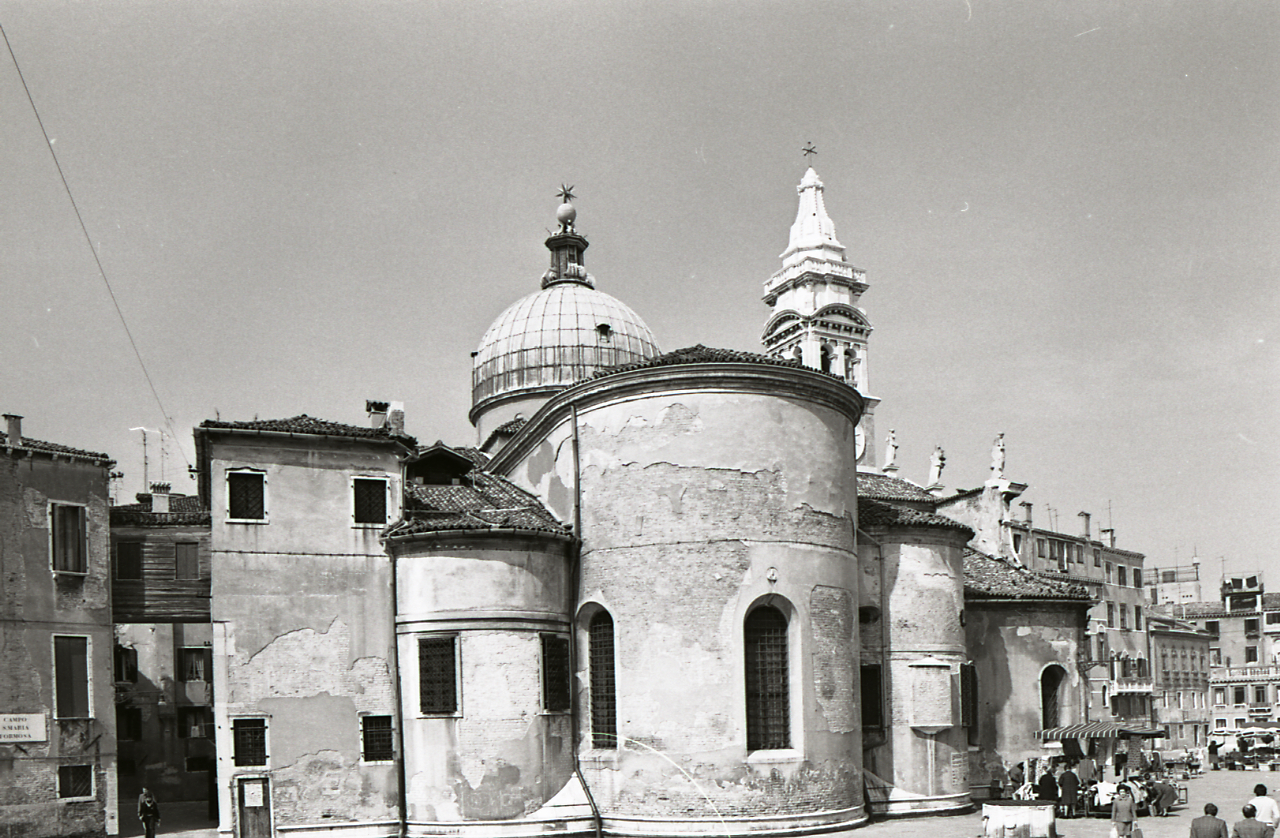
Апсиды церкви. Фотография П. Монти. 1977

## История
Согласно преданию, церковь была построена в 639 году Святым Магнусом, епископом Одерцо (San Magno di Oderzo), которому во сне явилась Дева Мария «в туманном облике (или облаке)» и указала ему место для строительства новой церкви (по одной из версий легенды Богоматерь явилась «в пышном облаке»). Строительство финансировала патрицианская семья Трибуно. Церковь освятили во имя «Явления», или «Освящения Марии в храме», но уже в то время она получила в народе другое название, якобы из-за «туманного», или «пышного», облика самой Мадонны, явившейся святому во сне; однако первые письменные документы о строительстве церкви датируются 1060 годом. Церковь была перестроена в 864 году, и отреставрирована после пожара в 1106 году.
Раз в год, в день праздника Представления Девы Марии в храме, дож отправлялся молиться в эту церковь, чтобы почтить память членов Скуолы деи Касселери, освободивших двенадцати девочек, похищенных нарентийскими пиратами. Это событие также дало начало «празднику Марии» (Festa delle Marie) — популярному фестивалю, который до настоящего времени проводится в Венеции.

## Архитектура
Новая церковь на том же месте была построена в 1492 году на месте старинной церкви по проекту Мауро Кодуччи (Кодусси). Однако Кодусси умер в 1504 году, так и не завершив свою работу. Позднее, в 1542 году, семья Каппелло профинансировала строительство обоих фасадов: первый, выходящий на канал, выполнен в классическом стиле; второй, обращённый к площади, — в стиле раннего барокко (1604).
Церковь имеет план в виде греческого креста с тремя нефами, тремя полуциркульными апсидами, пресвитерием, окружённым двумя меньшими капеллами по каждой стороне, и большими капеллами по сторонам меньших нефов. Внутри использована одна из любимых тем Ф. Брунеллески: декоративные элементы из серого камня «пьетра серена», выделяющиеся на фоне белой штукатурки.
Главный фасад (1542) был заказан семьёй Каппелло в честь адмирала Винченцо Каппелло, умершего в 1541 году. Выполненный в классическом стиле, он разделён на три части пучками коринфских полуколонн, размещённых попарно на высоких пьедесталах с высоким антаблементом и большим фронтоном, увенчанным акротериями в форме вазы. Ионические колонны портала поддерживают надгробный памятник адмиралу, изображенному стоящим с жезлом командования над искусно выполненной урной, произведением, подписанным скульптором Доменико ди Пьетро Грациоли. На двух медальонах в центре постаментов изображены оружие и доспехи, а в центре тимпана — герб Каппелло.
Высокая ярусная кампанила (колокольня), как и многие другие детали храма, была завершена по проекту Кодусси только в 1604 году.Гротескная маска у подножия колокольни — одна из многих барочных деталей храма.

## Интерьер
В церкви находятся несколько шедевров представителей Венецианской школы живописи. Большой барочный алтарь, заменивший оригинальный, содержит полиптих «Святая Варвара со святыми» работы Пальмы иль Веккьо (начало XVI века). На створках алтаря изображены фигуры Святой Варвары в центре, Святого Антония Аббата внизу справа, Святого Винсента Феррера вверху, Святого Себастьяна внизу слева и Святого Иоанна Крестителя вверху. На киматии изображена Пьета.
Скульптор Джузеппе Торретти выполнил мраморный антепендиум с изображением Мученичества Святой Варвары (XVIII век). Ещё одним шедевром церкви является триптих «Мадонна делла Мизерикордия» (Милостивая) работы Бартоломео Виварини. Он создал это произведение в 1473 году на средства церковной конгрегации.
В церкви в 1764 году был захоронен венецианский архитектор Джованни Скальфаротто.

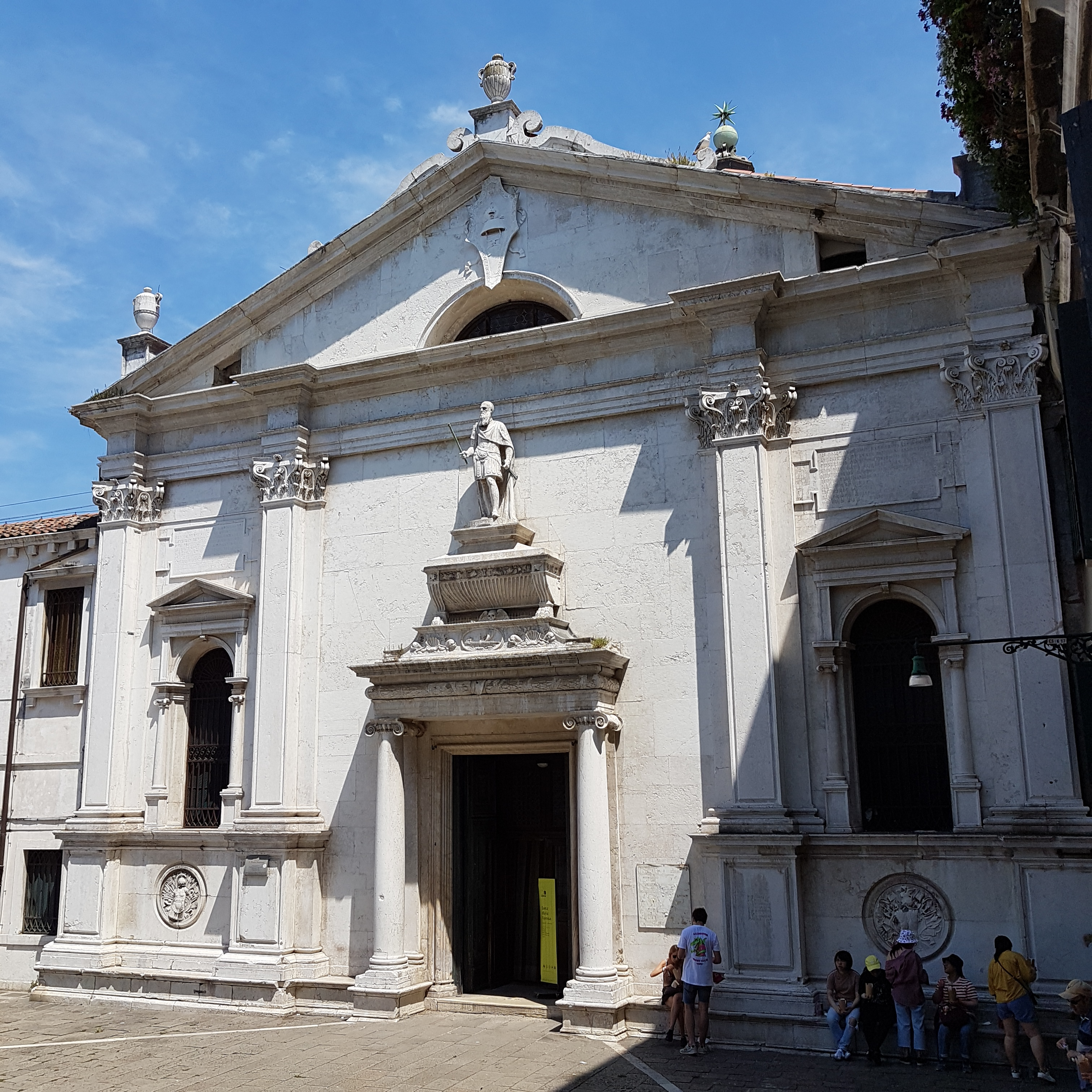
Западный фасад
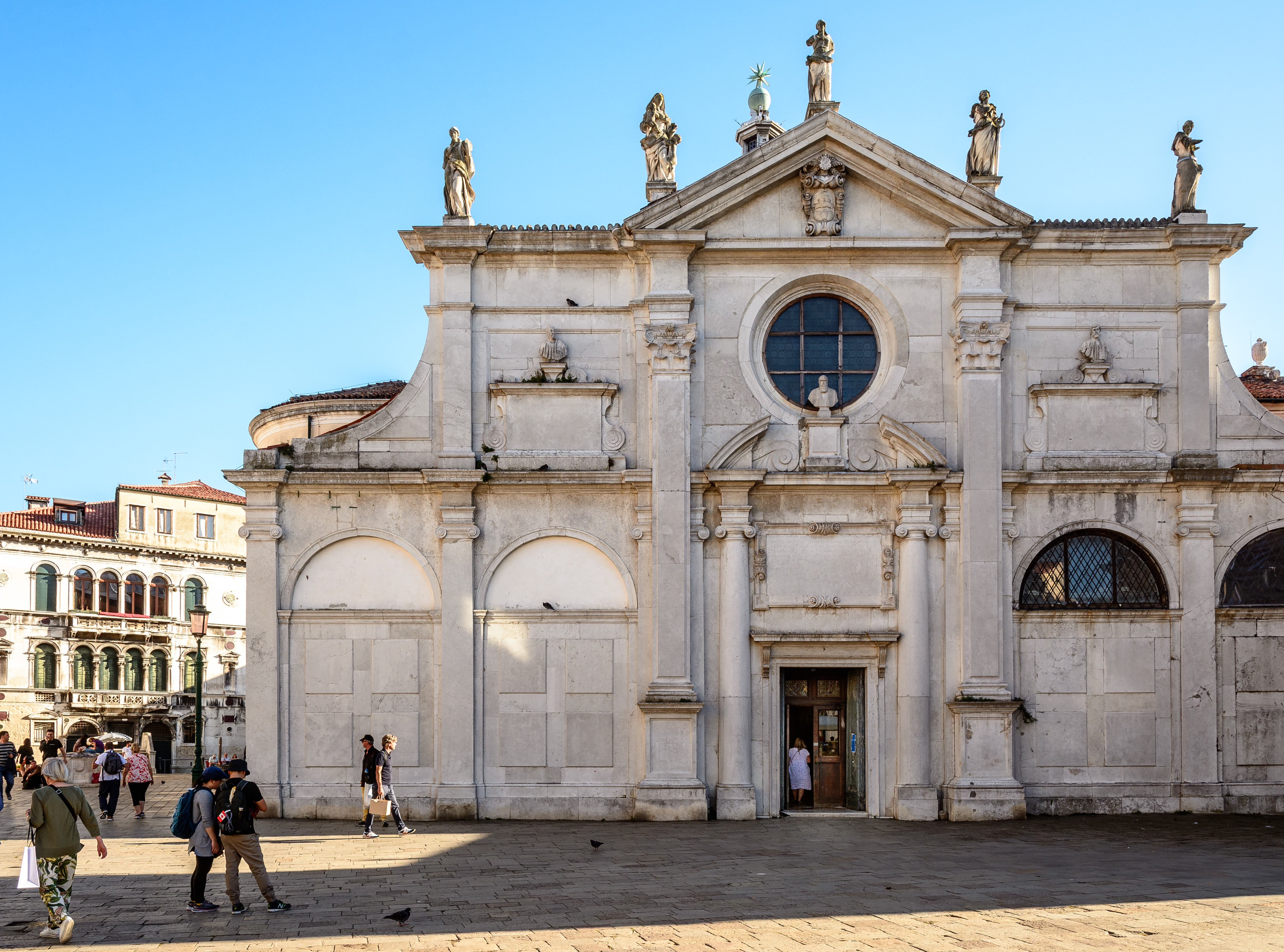
Северный фасад. 1604
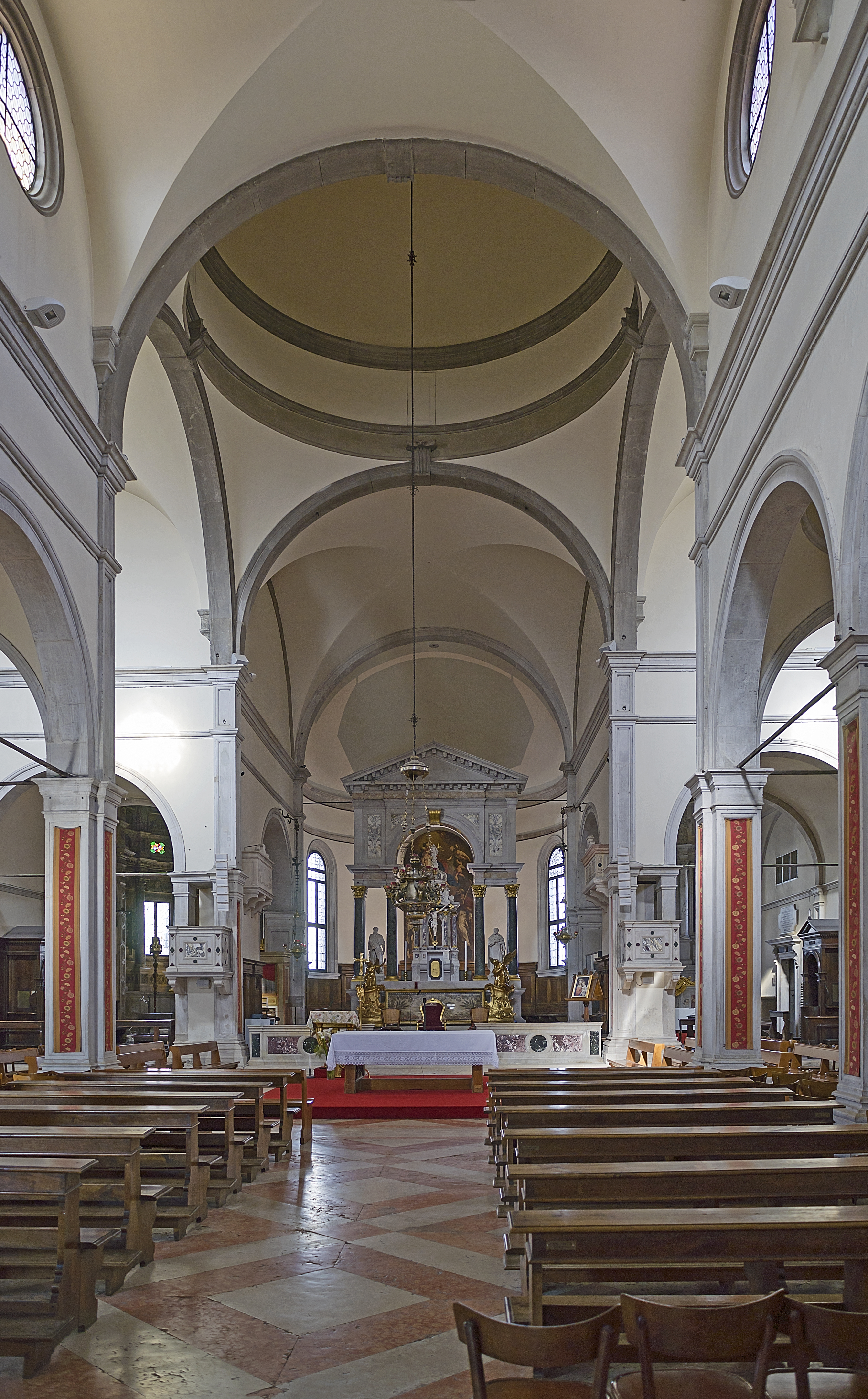
Интерьер главного нефа
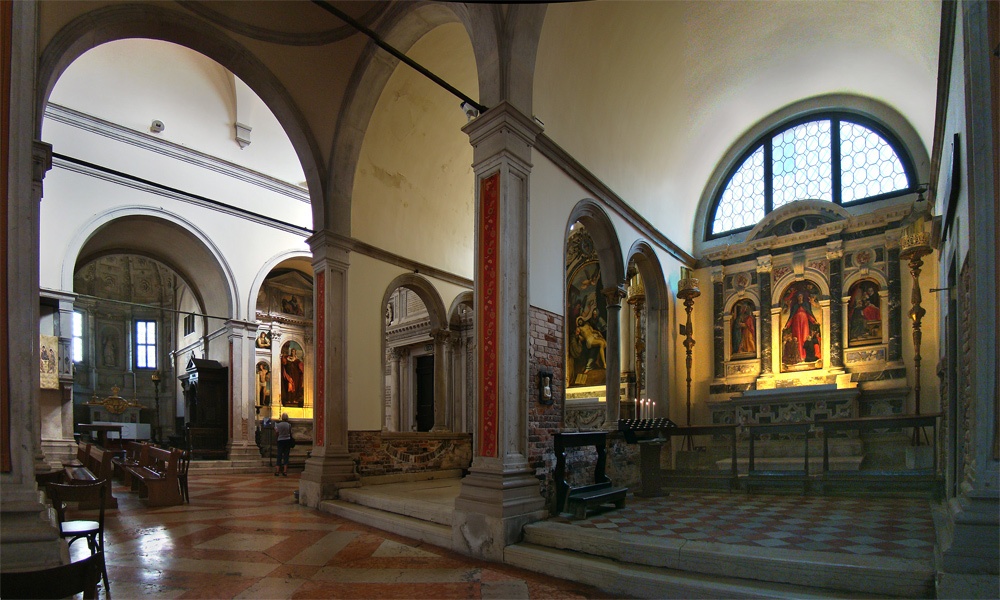
Трансепт
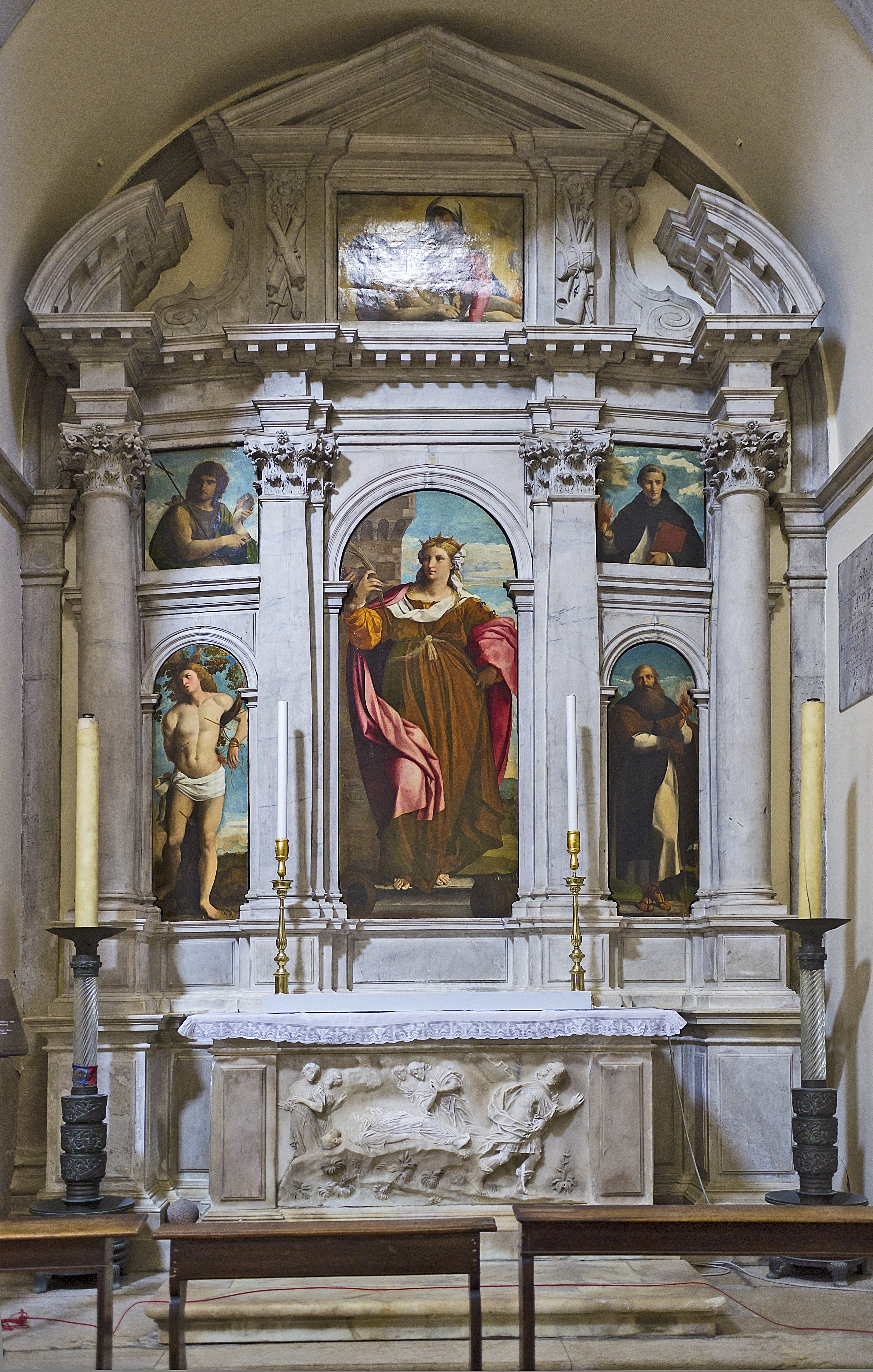
Главный алтарь. Полиптих «Святая Варвара со святыми» работы Пальмы иль Веккьо
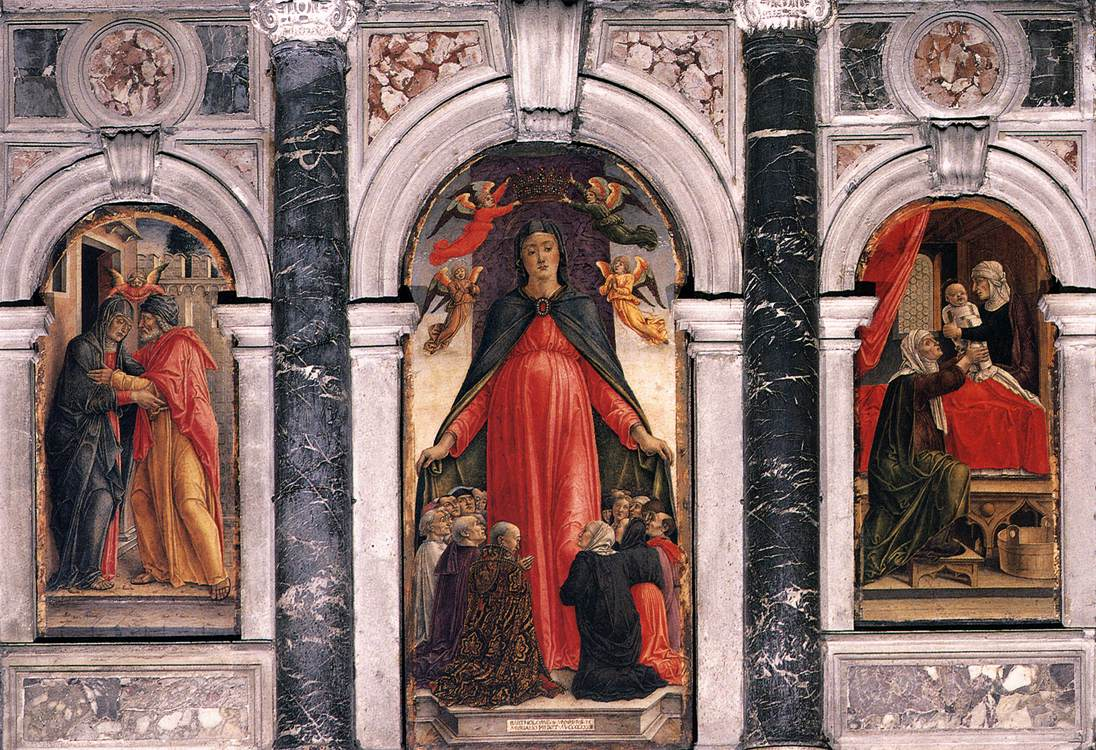
Б. Виварини. Триптих Мадонна делла Мизерикордия. 1473
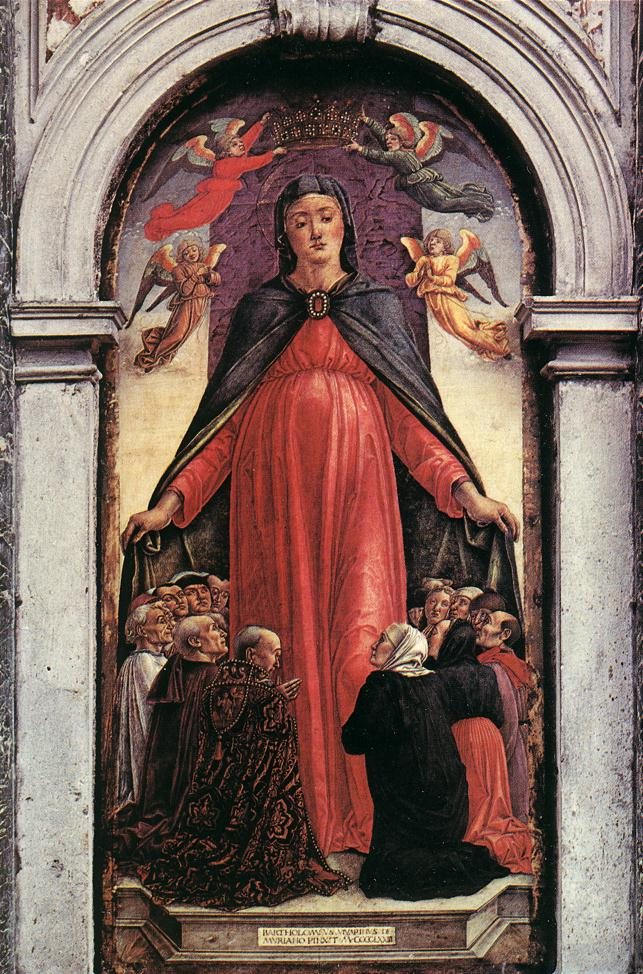
Центральная часть
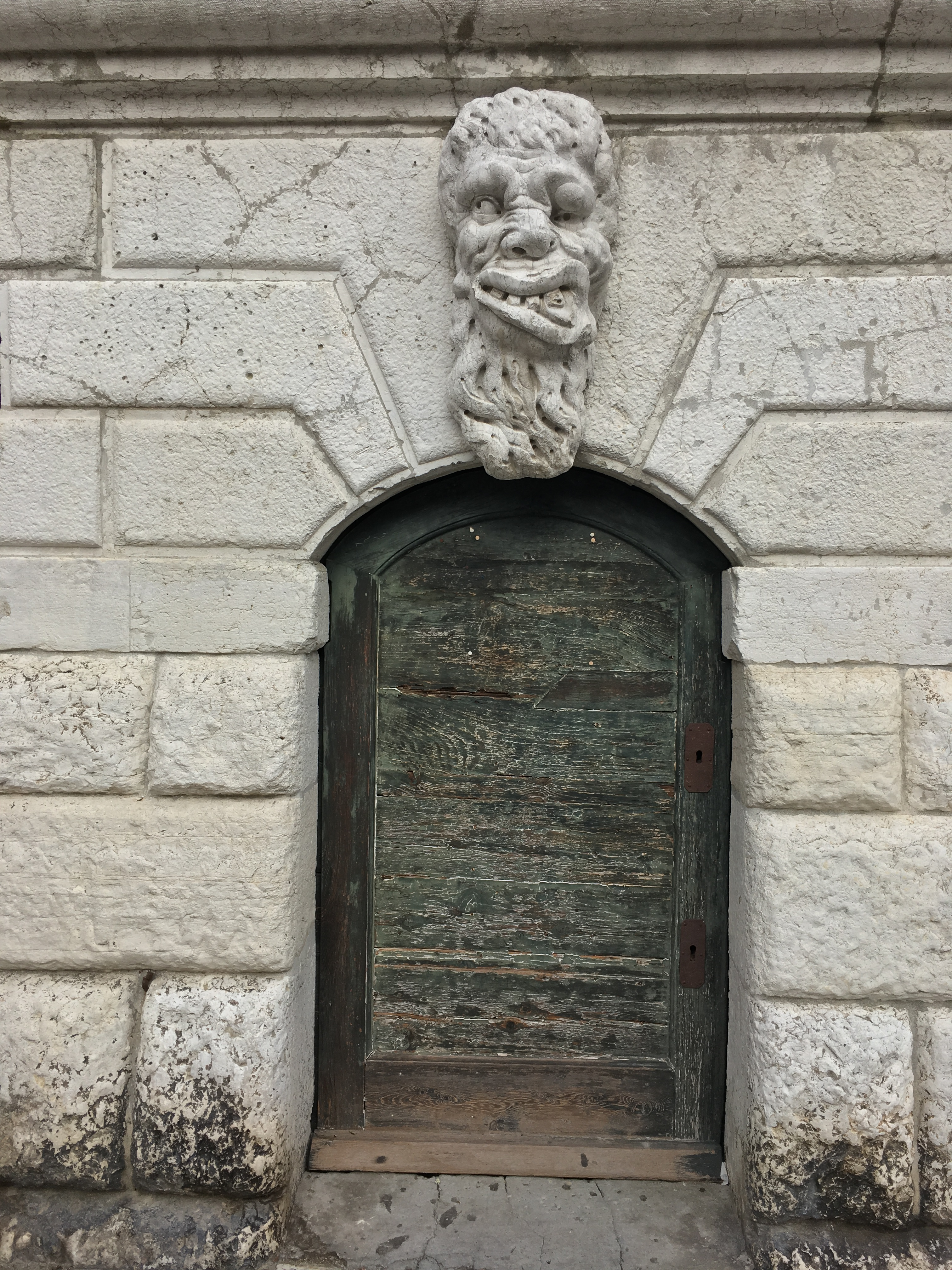
Маскарон украшает входную дверь колокольни